# Cotesia nikami
Cotesia nikami är en stekelart som beskrevs av Kurhade och Nikam 1998. Cotesia nikami ingår i släktet Cotesia och familjen bracksteklar. Inga underarter finns listade i Catalogue of Life.